# 怨讐星域
『怨讐星域』（おんしゅうせいいき）は、梶尾真治のSF小説。
『S-Fマガジン』2006年5月号より2014年11月号まで連作短編シリーズとして不定期に連載され、加筆・修正の上、2015年5月22日に早川書房よりハヤカワ文庫JAの3分冊で刊行された。舞台は、地球、地球から172光年離れた惑星〈約束の地〉、地球から〈約束の地〉に向かう移民船〈ノアズ・アーク〉の3か所で展開される。数百年にわたる年代記であるため、全話に共通して登場する人物はおらず、世代交代とともに、人物は入れ替わっていく。

## あらすじ
近未来、太陽フレアの膨張による地球滅亡が予想されていた。アメリカ大統領フレデリック・アジソン率いる約3万人の選ばれた人々はひそかに地球を脱出し、世代間宇宙船〈ノアズ・アーク〉で172光年離れた惑星〈約束の地〉へと旅立った。地球に残された人々は、〈ノアズ・アーク〉出航後に発明された転送装置を用いて、超長距離の星間転移により〈約束の地〉へと後戻りのきかない決死の脱出を図ったが、文字通りの天文学的距離の星間転移により〈約束の地〉にたどり着くことに成功したのは、その中のほんの一握りであった。国籍も民族も宗教も言葉も異なる生き残りたちは、〈ノアズ・アーク〉への恨みを糧に結束し、過酷な未開の惑星で新たな社会〈ニューエデン〉を築いていった。そして、地球滅亡から数百年、〈ノアズ・アーク〉と〈ニューエデン〉の2つの人類が再開を果たすとき、両者の間に起きることは……。

## 登場人物
田辺正広 / マサヒロ
登場話 - 第1,3,6,8話
登場場所 - 地球、〈約束の地〉
転移第一世代。日本人男性。到着時21歳の大学生。両親と兄を含む1500人で同時に草千里転送施設から〈約束の地〉に転移したが、気がつくとたった一人だった。意識を取り戻した後、すぐに、「エデンのコミュ」のメンバーに発見された。
草村俊 / シュン
登場話 - 第1,3話
登場場所 - 〈約束の地〉
転移第一世代。日本人男性。正広より二か月ほど早く到着した。「エデンのコミュ」の日本人小集団のリーダー格。「オカガニ」の命名者。
ジャン
登場話 - 第1,3話
登場場所 - 〈約束の地〉
転移第一世代。「エデンのコミュ」のリーダーの一人。太った白人の男性。元傭兵。
ポール
登場話 - 第1,3話
登場場所 - 〈約束の地〉
転移第一世代。「エデンのコミュ」のリーダーの一人。目玉の大きい背の高い黒人の男性。読書好きの学者。「スナーク」の命名者。
ヤン
登場話 - 第1,3話
登場場所 - 〈約束の地〉
転移第一世代。「エデンのコミュ」のリーダーの一人。東洋系の男性。イギリス留学経験のある中国人。
ヒデ
登場話 - 第1,3話
登場場所 - 〈約束の地〉
転移第一世代。日本人男性。元新聞記者。
マコト
登場話 - 第1,3話
登場場所 - 〈約束の地〉
転移第一世代。日本人男性。正広と共に、スナーク狩りに参加。
ユーミ / ユミ
登場話 - 第1,3話
登場場所 - 〈約束の地〉
転移第一世代。日本人女性。30代後半くらい。
エニシ
登場話 - 第1,3,6話
登場場所 - 〈約束の地〉
転移第一世代。日本人女性。後に正広の妻。
ミツ
登場話 - 第1,3話
登場場所 - 〈約束の地〉
転移第一世代。日本人女性。元旅行代理店の添乗員。語学力があるため、日本人小集団と他の小集団と通訳を行う。
葦原幸一
登場話 - 第1,5話
登場場所 - 地球
草千里転送施設の職員。年老いた母のため、地球に残留を決意する。
フレデリック・アジソン / アジソン大統領
登場話 - 第2,4話
登場場所 - 地球、〈ノアズ・アーク〉
アメリカ大統領。暗殺されたとされていたが、密に地球を脱出していた。生存が判明した後、地球ではアメリカ史上最低の大統領という評価が確立した。後に、〈ニューエデン〉では「アジソンの悪魔」と伝えられる。〈ノアズ・アーク〉でも、一人で孤独な重責を担った人物。
ナタリー・アジソン
登場話 - 第2,4話
登場場所 - 地球、〈ノアズ・アーク〉
アジソン大統領の娘。〈ノアズ・アーク〉における最初の子供を出産する。
イアン・アンソン・アダムス
登場話 - 第2話
登場場所 - 地球
ナタリーの恋人。ナタリーが行方不明となった後、マサチューセッツ工科大に入学、大学の仲間と共に、転送装置を発明した。ナタリーと再開を信じて、世界で初めて、〈約束の地〉への星間転移を決行する。
ジョン・ブッファ
登場話 - 第2,4話
登場場所 - 地球、〈ノアズ・アーク〉
ナタリーの警護官。職務に愚直だが、気のやさしい海兵隊上がりの大柄な黒人。
クリス
登場話 - 第3話
登場場所 - 〈約束の地〉
転移第一世代。30代半ばのカナダ人の白人女性。地球で日本系カナダ人の夫をイスラム原理主義者過激派のテロで亡くした。さらに、〈約束の地〉でも仲が良くなった男性を亡くしている。
ペ・ウンヨン
登場話 - 第3話
登場場所 - 〈約束の地〉
転移第一世代。勇敢な韓国人。正広と共にスナーク狩りに参加。
オマール・エッフェンディ
登場話 - 第3,6話
登場場所 - 〈約束の地〉
転移第一世代。英国籍パキスタン出身者。元イスラム原理主義者過激派の一員。正広と共にスナーク狩りに参加。第6話では正広の親しい友人。
モハメッド・バーバル
登場話 - 第3話
登場場所 - 〈約束の地〉
転移第一世代。パキスタン人。正広と共にスナーク狩りに参加。
グレアム・ランバート
登場話 - 第4話
登場場所 - 〈ノアズ・アーク〉
ユダヤ系多国籍資本ランバート財団の総帥。〈ノアズ・アーク〉に乗り込んだ最長老の87歳。〈ノアズ・アーク〉計画の出資者。
ギルモア補佐官 / レイ
登場話 - 第4話
登場場所 - 〈ノアズ・アーク〉
フレデリック・アジソンの大統領補佐官。アジソン大統領が全幅の信頼を置く人物。
フィリップ・アンダーソン
登場話 - 第4,9話
登場場所 - 〈ノアズ・アーク〉
〈ノアズ・アーク〉の初代船長。
ドロシー・アジソン
登場話 - 第4話
登場場所 - 〈ノアズ・アーク〉
アジソン大統領の妻。ナタリーとテオドアの母。
テオドア・アジソン
登場話 - 第4話
登場場所 - 〈ノアズ・アーク〉
アジソン大統領の長男。ナタリーの弟。ナタリー出産時、10歳。
イアン・ジュニア・アダムス
登場話 - 第4,9話
登場場所 - 〈ノアズ・アーク〉
宇宙で誕生した初めての子供。ナタリー・アジソンとイアン・アダムスの息子。
森田妙
登場話 - 第5話
登場場所 - 地球
地球残留者の女性。市民病院の看護士。
長嶺謙治
登場話 - 第5話
登場場所 - 地球
地球残留者の男性。妙の高校時代の2学年先輩。両親が地球フレア化の予測を信じていないため、両親と共に地球残留。
タツキ・タナベ
登場話 - 第6,7,8話
登場場所 - 〈約束の地〉
転移後の第二世代。正広の息子。初めての防人任務で「人喰い」に捕まる。
ジミー・ムボンゴ
登場話 - 第6話
登場場所 - 〈約束の地〉
「エデンのコミュ」のタツキの防人任務のメンバ。
マッサ
登場話 - 第6,7,8話
登場場所 - 〈約束の地〉
転移後の第二世代。「町」の住民。タツキと同世代の若者。両親とも日本人。
ヴァン・ライアン
登場話 - 第7,8話
登場場所 - 〈約束の地〉
転移第一世代。「町」の町長。元外交官。日本語を含め、複数の言語を話すことができる。
トモ
登場話 - 第1,7,8話
登場場所 - 地球、〈約束の地〉
転移第一世代。マッサの父。
ナツメ
登場話 - 第7話
登場場所 - 〈約束の地〉
転移後の第二世代。「町」の住民。日本人子女。
スン老人
登場話 - 第7話
登場場所 - 〈約束の地〉
転移第一世代。「町」の教師。
ランドール
登場話 - 第8話
登場場所 - 〈約束の地〉
「町」の自警団員。
マイケル・ウォーカー
登場場所 - 〈ノアズ・アーク〉
登場話 - 第9話
ノアズ・アークでトマト栽培を行う青年。〈ノアズ・アーク〉第二世代の29歳。
スコット・ベール
登場話 - 第9話
登場場所 - 〈ノアズ・アーク〉
マイケルの同僚。
ヨモギダ
登場話 - 第9話
登場場所 - 〈ノアズ・アーク〉
船長室勤務の30代半ばの男。密に昆虫を育成している。
セシリア・アンダースン
登場話 - 第9話
登場場所 - 〈ノアズ・アーク〉
フィリップ・アンダースン船長の娘。母はランバート一族。”虫愛ずる姫”。
ジョシュア・ガーランド
登場話 - 第9話
登場場所 - 〈ノアズ・アーク〉
副船長。セシリアの婚約者。ヨモギダの上司。
タナベ・タツロー
登場話 - 第10,11,12,16話
登場場所 - 〈約束の地〉
転移後の第五世代。イースト専門校で未復元工学を履修する学生。第10話では、進路決定まで後5か月。ニューエデン降臨祭の学内委員。演劇ではキャスティング他、舞台装置製作グループとして参加。
アンリー
登場話 - 第10,11,12,16話
登場場所 - 〈約束の地〉
イースト専門校でアート復元課程を履修する学生。父親が日本系、母親が中国系。ニューエデン降臨祭の学内委員で演劇の脚本を執筆し、総合プロデューサー兼演出として指揮を執るとともに、語り手役。
セルジオ
登場話 - 第10,11,12話
登場場所 - 〈約束の地〉
イースト専門校で未復元工学を履修する学生。祖母がブラジル系。ニューエデン降臨祭の学内委員。演劇では音響、照明担当。
キース
登場話 - 第10,11,12話
登場場所 - 〈約束の地〉
イースト専門校で農業課程を履修する学生で実家が農家。ニューエデン降臨祭の学内委員。演劇では大道具のチーフとして働くとともに、神を演じる。
ダニー
登場話 - 第10,11,12話
登場場所 - 〈約束の地〉
イースト専門校で農業課程を履修する学生で実家が農家。ニューエデン降臨祭の学内委員。演劇ではスナークを演じる。
タナベ・ヒーロー
登場話 - 第10,11,12話
登場場所 - 〈約束の地〉
タツローの父。市庁舎勤務。市街開発整備セクション所属。
ハズラット
登場話 - 第10,11話
登場場所 - 〈約束の地〉
市庁舎の降臨祭実行委員会事務局長。
タナベ・トシロー
登場話 - 第10,11,12話
登場場所 - 〈約束の地〉
タツローの弟。
”アジソンもどき”
登場話 - 第11,12話
登場場所 - 〈約束の地〉
10年ほど昔からゲートの近くに住む奇妙な言葉で話す銀色の髪のがっしりした体格の高い知性を持つ男。自分の名前を含め、昔の記憶を失っている。タツローとアンリの依頼でニューエデン降臨祭の演劇に出演する。
ナダヤ・アケル
登場話 - 第13話
登場場所 - 〈ノアズ・アーク〉
ラムジェット・エンジンのメンテナンスを請け負う50世帯ほどの職能集団の家庭の一員。船長室と制御室の事故で父親を失う。事故時、11歳。第13話冒頭の時点で、専門課程を選択する時期を迎えており、進路について悩んでいる。
ナダヤ・ノビル
登場話 - 第13話
登場場所 - 〈ノアズ・アーク〉
アケルの兄。父の後を継いで、メンテナンス・チームに入るが、船長室と制御室が放射能汚染で立ち入れないため、模擬演習を繰り返している。ナターシャ達と共にメンテナンス・ロボット「パンドラ」を開発し、操縦を担当する。
ナターシャ・リンリー
登場話 - 第13話
登場場所 - 〈ノアズ・アーク〉
ノビルと同じメンテナンス・チームの一員。母と共に、ロボットの動力変換基盤を開発する。
グルーシュカ・リンリー
登場話 - 第13話
登場場所 - 〈ノアズ・アーク〉
アケルおよびナターシャと共に、ロボットの開発を主導。夫を船長室・制御室の事故で亡くした後、ワシントンIの区画長秘書を務めている。
ノビルとアケルの母
登場話 - 第13話
登場場所 - 〈ノアズ・アーク〉
夫を亡くした後、一人で二人を育てた。
ダグラス・ランバート
登場話 - 第13話
登場場所 - 〈ノアズ・アーク〉
ランバート一族で最初の大統領。
ダン・マエバシ
登場話 - 第14,15話
登場場所 - 〈ノアズ・アーク〉
ノアズ・アークの第三世代。両親とも日系。第一世代の祖父、ケンイチロー・マエバシと同じく、カルフォルニアIIIの空調管理を担当している。N-ホーンの住基コンの配偶者相性紹介でアミと出会い、恋に落ちる。
シュウ・マエバシ
登場話 - 第14話
登場場所 - 〈ノアズ・アーク〉
ダンの父。カルフォルニアIIIの管気局の副局長。
マイク・スコフィールド
登場話 - 第14,15話
登場場所 - 〈ノアズ・アーク〉
ダンの同僚で友人。
アミ・ユズキ
登場話 - 第14,15話
登場場所 - 〈ノアズ・アーク〉
N-ホーンの紹介でダンと出会い、恋に落ちる。オクラホマIIの区画病院の看護師。
ガンテツ・ユズキ
登場話 - 第14,15話
登場場所 - 〈ノアズ・アーク〉
アミの父。ある独特な価値観を持っている。第15話では、ユズキ筋肉トレーニング・ジムの名誉顧問。
アル・ブッファ
登場話 - 第15話
登場場所 - 〈ノアズ・アーク〉
祖父のジョン・ブッファから代々、兼業でノアズ・アークの治安官を務める。日常はオクラホマIの浄水管理者。
ネビル・ラインマン
登場話 - 第15話
登場場所 - 〈ノアズ・アーク〉
アルとよく組む兼業治安官。日常業務は食糧配給担当。
サム・ライトストーン
登場話 - 第15話
登場場所 - 〈ノアズ・アーク〉
24歳の議会事務局職員。オクラホマIIとIIIの間で、化け物に遭遇し、通報した。
ジェシカ・スコフィールド
登場話 - 第15話
登場場所 - 〈ノアズ・アーク〉
マイクの姉で医師。ジェシカのボディハウスを開設。
ミツヒロ・タナベ
登場話 - 第16,17話
登場場所 - 〈約束の地〉
イースト専門校の学生。大伯父タツローのため、シャドーカラオケの卵を求めて、テンゲン山に登る。
テング・アダムス
登場話 - 第16,17話
登場場所 - 〈約束の地〉
ミツヒロの同級生。クラスでは変人と思われている。父と姉と共にアダムス小屋に住む。
ヨギ・アダムス
登場話 - 第17話
登場場所 - 〈約束の地〉
テングの父。アダムス小屋で観測の仕事をしている。
テンニョ・アダムス
登場話 - 第17話
登場場所 - 〈約束の地〉
テングの姉。
キース・ランバート
登場話 - 第18,25話
登場場所 - 〈ノアズ・アーク〉
〈ノアズ・アーク〉の第17代大統領。グレアム・ランバートとフレデリック・アジソン初代大統領の血を引いている。
マッキントッシュ補佐官
登場話 - 第18話
登場場所 - 〈ノアズ・アーク〉
キース・ランバートの大統領補佐官にして、政治学の恩師。
アンダースン船長
登場話 - 第18,19,25話
登場場所 - 〈ノアズ・アーク〉
初代船長フィリップ・アンダーソンの直系。船長適正数値がずば抜けて高い人物。
ジュリア・ランバート
登場話 - 第18話
登場場所 - 〈ノアズ・アーク〉
キース・ランバートの祖母。
サチオ・マエバシ
登場話 - 第19話
登場場所 - 〈ノアズ・アーク〉
ニューイークVの管気職員だったが、ニューヨークV解体により職がなくなり、臨時移住局員となる。
ゲリー・ルイス
登場話 - 第19話
登場場所 - 〈ノアズ・アーク〉
サチオの相棒の臨時移住局員。
ウィリアム・ガズ
登場話 - 第19話
登場場所 - 〈ノアズ・アーク〉
移住を拒否するニューヨークIVの住民の老人。
ジェームズ・ゴードン
登場話 - 第19話
登場場所 - 〈ノアズ・アーク〉
ニューヨークIVの元区画長。
"ヤツシ"(仮名?)
登場話 - 第20話
登場場所 - 〈約束の地〉
自由教会を訪れた若者。
ダニエル
登場話 - 第20話
登場場所 - 〈約束の地〉
自由教会の聖職者。担当者名：〈兄〉。
アンデルス・ワルゲンツィン
登場話 - 第20,24,26,28,30,31話
登場場所 - 〈約束の地〉
"正義の人類党"の代表。後、ニューエデンの首長。
"フランツ"(仮名)
登場話 - 第20話
登場場所 - 〈約束の地〉
ダニエルの子供時代の同級生で家が隣同士。
"ジョージ"(仮名)
登場話 - 第20話
登場場所 - 〈約束の地〉
ダニエルの子供時代の同級生。父は、ダニエルの父とフランツの父の上司。
ジョナ・ハリスン
登場話 - 第21話
登場場所 - 〈ノアズ・アーク〉
シャトル部品製造工場勤務。腕の良い部品製造技師。29歳。
アラン・ノースウッド
登場話 - 第21話
登場場所 - 〈ノアズ・アーク〉
ジョナの上司。
ロバート・ローゲン
登場話 - 第21話
登場場所 - 〈ノアズ・アーク〉
複写装置の技術者。
”少女”
登場話 - 第21話
登場場所 - 〈ノアズ・アーク〉
ジョナの前に現れた死語である日本語を話す少女。13歳。
リュン・ペック
登場話 - 第22話
登場場所 - 〈約束の地〉
テンゲン山の麓の棚田で農業を営む青年。両親が亡くなってから、妹と二人で暮らしている。
マユゥ
登場話 - 第22話
登場場所 - 〈約束の地〉
リュンの妹。
カズコ・ミュラー
登場話 - 第22話
登場場所 - 〈約束の地〉
ニューエデン交易の農業指導員。アレルギー体質。
ダニエル・ウォーカー
登場話 - 第23話
登場場所 - 〈ノアズ・アーク〉
代々、オクラホマIIIのウォーカー農場で農業を営む青年。マイケル・ウォーカーの子孫。〈約束の地〉開拓の先陣を希望する24歳。
ピーター・ウォーカー
登場話 - 第23話
登場場所 - 〈ノアズ・アーク〉
ダニエル・ウォーカーの父。
ベラール区画長
登場話 - 第23話
登場場所 - 〈ノアズ・アーク〉
オクラホマIIIの区画長。
アリス・リー
登場話 - 第23話
登場場所 - 〈ノアズ・アーク〉
ダニエル・ウォーカーの恋人。カルフォルニアIIの医局に努める23歳。
ナオミ・ワルゲンツィン
登場話 - 第24話
登場場所 - 〈約束の地〉
アンデルス・ワルゲンツィンの母。アンデルスの父と駆け落ち同然で結婚し、夫の死後、アンデルスを一人で育てた。
ペニング・コッパー
登場話 - 第24話
登場場所 - 〈約束の地〉
アンデルス・ワルゲンツィンの中等から高等クラスの学校の先生。
イ・コリンズ
登場話 - 第25話
登場場所 - 〈ノアズ・アーク〉
新天地問題検討総合委員会の事務局長。
キリアン・リー
登場話 - 第26話
登場場所 - 〈約束の地〉
ワルゲンツィン少年隊所属の14歳。
ナタリー・アダムス
登場話 - 第26話
登場場所 - 〈約束の地〉
キリアンより1歳下の少女。代々技術者の家系。
セルゲイ・ユジンスキ
登場話 - 第26話
登場場所 - 〈約束の地〉
キリアンより1学年上の少年。色白でやせていて、おとなしい少年。
ベン・ブッファ
登場話 - 第27話
登場場所 - 〈ノアズ・アーク〉
通称、B・B。ジョン・ブッファの末裔。一生、ダホディル・フィールドの管理を行ってきた老人。76歳。
シーナ・ロランド
登場話 - 第27話
登場場所 - 〈ノアズ・アーク〉
ベンが若い頃に付き合っていた女性。
ダニー・コリンズ
登場話 - 第28,30,31話
登場場所 - 〈約束の地〉
市庁舎の職員。市長直轄の総務部勤務で議会事務担当。
エヴァ・コリンズ
登場話 - 第28,30話
登場場所 - 〈約束の地〉
ダニーの妻。
トミー/トーマス・コリンズ
登場話 - 第28,30,31話
登場場所 - 〈約束の地〉
ダニーの息子。ワルゲンツィン少年隊の一員。Xデー時、中型漁船デル・ソルの乗船任務に就く。
ジャン
登場話 - 第28,30話
登場場所 - 〈約束の地〉
エヴァの父。元教師。
ジュディス
登場話 - 第28,30話
登場場所 - 〈約束の地〉
ジャンの妻。故人。
ギル・シェパード
登場話 - 第28,30話
登場場所 - 〈約束の地〉
ダニーの先輩で地区のまとめ役。
シャルト
登場話 - 第28話
登場場所 - 〈約束の地〉
首長付調査班の長。
カンジ・ナンムラ
登場話 - 第29,30話
登場場所 - 〈ノアズ・アーク〉、〈約束の地〉
ニューヨークIの居住環境メンテナンスの見習い。ニューヨークIII居住。
スーザン・ペイジ
登場話 - 第29,30話
登場場所 - 〈ノアズ・アーク〉、〈約束の地〉
カンジの恋人。オクラホマIで老人のケアサービスに従事。
エイミ
登場話 - 第29,30,31話
登場場所 - 〈ノアズ・アーク〉、〈約束の地〉
カンジの共に避難した少女。10歳前後
エイミの祖母
登場話 - 第29,30話
登場場所 - 〈ノアズ・アーク〉、〈約束の地〉
エイミ、カンジ、スーザンと共に避難する。
ライリー
登場話 - 第29話
登場場所 - 〈ノアズ・アーク〉
スーザンが介護する老人の一人（男性）。元船体作業員。
モーリー
登場話 - 第29話
登場場所 - 〈ノアズ・アーク〉
スーザンが介護する老人の一人（男性）。元船体作業員。
カール
登場話 - 第29話
登場場所 - 〈ノアズ・アーク〉
スーザンが介護する老人の一人（男性）。元船体作業員。
ティルダ
登場話 - 第29話
登場場所 - 〈ノアズ・アーク〉
スーザンが介護する老人の一人（女性）。
ガウス補佐官
登場話 - 第30話
登場場所 - 〈約束の地〉
アンデルスの補佐官。
スカーレット
登場話 - 第31話
登場場所 - 〈約束の地〉
〈ニューエデン〉の首長。
エリス
登場話 - 第31話
登場場所 - 〈約束の地〉
トミーの孫。

## 用語

### 地理・組織等
〈約束の地〉
地球から172光年離れた惑星。表面の95%が海域で、2つの島と付属諸島のみに人類が居住可能。大気は呼吸可能で、人類が食用にできる生物が存在するが、逆に人類を襲って捕食する生物も少なくない。重力は地球より弱い。
〈ノアズ・アーク〉
バザード・ラムジェット方式による航宙用推進機関を備えた世代間宇宙船。航宙用推進機関の周囲を4つの筒状の居住区が取り巻き、居住区は互いに連絡パイプでつながれている。居住区はアメリカの州の名前よりワシントン、ニューヨーク、カリフォルニア、オクラホマと名付けられており、内部は各5区画に分かれている（オクラホマのみは、5区画の内、2区画は食糧生産用の農場区画と水産区画）。3万人の搭乗者はアメリカ合衆国だけでなく、全世界から選抜された。
〈ニューエデン〉
星間転移で〈約束の地〉にたどり着いた人々が作り上げた二つの共同体、「エデンのコミュ」と「町」が合体して成立した社会。多数の言語集団が寄せ集まって成立したため、公用語は英語・中国語・日本語などがごちゃまぜに混ざったピジン言語が使用されている。
ワシントン
〈ノアズ・アーク〉の居住区の一つ。5区画の内のワシントンIに大統領執務室、議会、船員の居住区等が所在。
ニューヨーク
〈ノアズ・アーク〉の居住区の一つ。〈約束の地〉の到着前、5区画の内のニューヨークVはシャトル機製造のため解体される。
カリフォルニア
〈ノアズ・アーク〉の居住区の一つ。〈約束の地〉の到着前、5区画の内のカリフォルニアVはシャトル機の造船ドッグ、VIはシャトル部品の製造工場に転用される。
オクラホマ
〈ノアズ・アーク〉の居住区の一つ。5区画の内、2区画は食糧生産用の農場区画（オクラホマIII）と水産区画。
草千里転送施設
日本の国立公園内に建設された三カ所の星間転送施設の一つ。日本の他、台湾、北朝鮮の一部、韓国の釜山付近の住民も使用する。
イースト専門校
〈ニューエデン〉で最初の専門課程を有する学校。後に、他の専門課程を有する学校として、セントラル分校やサウス専門校が開設された。
テンゲン山
〈約束の地〉で5番目に高い山。標高1897m。石灰石質の岩場と森林が交互に続き山頂に至る。山頂にアダムス小屋がある。
ネオ・アララテ岳
〈約束の地〉の最高峰。テンゲン山のすぐ隣。一握りの人類がたどり着いたことにちなみ、〈ニューエデン〉から眺めることができる一番高い山であることで聖書のノアの方舟伝説から名付けられた。アジソン大統領たちの世代間宇宙船の名前〈ノアズ・アーク〉は偶然の一致とされる。
ゴブリン橋
テンゲン山、ネオ・アララテ岳の登山口のほど近い橋。　
アダムス小屋
テンゲン山の山頂に設けられた観測所の通称。天気予報のための気象観測の他、〈ノアズ・アーク〉の接近を観測するために、テングの祖父が建てた観測施設。
ダホディル・フィールド
〈ノアズ・アーク〉の娯楽施設を兼ねる地球環境体験施設の一つ。地球の「田園」を再現。オクラホマIIIの端に所在。
コンフォート・マウンテン・ビュー
〈ノアズ・アーク〉の娯楽施設を兼ねる地球環境体験施設の一つ。
パラダイス・ビーチ
〈ノアズ・アーク〉の娯楽施設を兼ねる地球環境体験施設の一つ。地球の「海」を再現。
マーメイド・ラグーン
〈ノアズ・アーク〉の娯楽施設を兼ねる地球環境体験施設の一つ。ニューヨークVに所在。

### 〈約束の地〉の生物
オカガニ
陸生のカニに似た狩猟対象の動物。横にしか進めないため、それほど危険ではないが、夜や狩猟時に人間が犠牲になる場合がある。「オカガニ」はシュンが名付けた。
シャドーカラオケ
羽を有し、飛行する爬虫類に似た動物。夜行性で飛翔音が低音で腹に響くため、シャドーカラオケと名付けられた。飛びながら人の肉を引きちぎるため、初期にはしばしば犠牲者を出したが、肉の味は豚肉に似て、第6話の段階では一般的な狩猟対象。社会性を持ち、女王しか卵を産まない。生卵は、鶏のそれに味が近く、卵ごはんに適する。第16話の段階で生息数は大幅に減少している。　
スナーク
雨上がりの闇夜に襲ってくる謎の生物。触手をもち、人を捕まえる。「スナーク」はポールが名付けた。「町」では「ナイトウォーカー」と呼ばれる。
カーペット・ビーフ
草地にへばりついて擬態する動物。小動物を待ち伏せし、包み込んで消化する。自分から人間を襲うことはあまりないが、襲われると、消化液を飛ばして攻撃するため、しばしば犠牲者を出す。肉の味が霜降り牛肉に似て美味なことから、第6話の段階では重要な狩猟対象動物とされている。後に食肉用として家畜化される。
ポグ芋
「エデンのコミュ」の主食作物。ペースト状にするとマッシュポテトそっくりの味。
繭猫
毛が衣料品の製造に使われる。
ブッシュ・バード
人間を襲うことはないおとなしい鳥。
卒塔婆笹
笹に似た植物。数十年または数百年に一度、米に似た種をつける。
米
数少ない地球産の作物。サトルという人物が、転移の際に持ち込んた13粒の籾が増やされた。
100年蝉
数十年または数百年に一度、成虫として羽化する。
ニップルベリー
テンゲン山特有の果物。収穫が少しでも遅れると破裂する。陰干ししてドライフルーツとする。
キルゴアトラウト
水田に放流し害虫駆除するとともに食糧として活用する、キルゴアトラウト農法として使用される魚。
エデンオーク
ニューエデンに自生する樹。
ビターオーク
エデンオークに似ているが〈約束の地〉特有の風土病に効き目のある抗生物質が取れる貴重な樹。
脂魚
油分が多く食糧としては向いていないが、資源としては無尽蔵の回遊魚。

### テクノロジー
転送装置
〈ノアズ・アーク〉出航後に発明された遠距離に物体を瞬間移動させることができる装置。一方通行で後戻りはできない。
N-ホーン
〈ノアズ・アーク〉で使用されるウェアラブル・コンピュータ。
ハッピーエンド
正式な名称はヘルキルシン。地球残留者に一人3粒づつ配られた安楽死薬。瞬間的に苦痛なく最期を迎えることができる錠剤。
未復元工学
地球では使用されていたが、〈ニューエデン〉ではまだ復元されていない技術を再現する学問。
工場結合艦（コンビナートシップ）
脂魚から燃料を抽出する工場船。
飛び竜（ドラゴンフライ）
中距離飛行探査装置。小型の無人航空機。

## 各話リスト
| 話数   | タイトル                         | ハヤカワ文庫JA巻数 | SFマガジン掲載号数 |
| ------ | -------------------------------- | ------------------ | ------------------ |
| 1      | 約束の地                         | I                  | 2006年5月号        |
| 2      | ギルティヒル                     | I                  | 2006年8月号        |
| 3      | スナーク狩り                     | I                  | 2006年11月号       |
| 4      | ノアズ・アーク                   | I                  | 2007年2月号        |
| 5      | ハッピーエンド                   | I                  | 2007年5月号        |
| 6      | エデンの防人                     | I                  | 2008年2月号        |
| 7      | 誓いの時間                       | I                  | 2008年5月号        |
| 8      | 鬼、人喰いに会う                 | I                  | 2008年8月号        |
| 9      | 閉塞の時代                       | I                  | 2008年11月号       |
| 10     | 降臨祭が、やってくる             | II                 | 2009年2月号        |
| 11     | アジソンもどき                   | II                 | 2009年8月号        |
| 12     | 失われし時をもとめて             | II                 | 2009年11月号       |
| 13     | 減速の蹉跌                       | II                 | 2010年2月号        |
| 14     | 生存の資質                       | II                 | 2010年5月号        |
| 15     | ノアズ・アークの怪物             | II                 | 2010年8月号        |
| 16     | テンゲンの山頂にて               | II                 | 2010年11月号       |
| 17     | アダムス小屋                     | II                 | 2011年2月号        |
| 18     | 深淵の選択                       | II                 | 2011年5月号        |
| 19     | ウィリアム・ガズの部屋           | II                 | 2011年8月号        |
| 20     | 自由教会にて                     | II                 | 2011年11月号       |
| 21     | 七十六分の少女                   | II                 | 2012年2月号        |
| 22     | 悪魔の降下                       | III                | 2012年5月号        |
| 23     | 遷移軌道上にて                   | III                | 2012年8月号        |
| 24     | 闇の起源                         | III                | 2012年11月号       |
| 25     | 星条旗よ永遠なれ                 | III                | 2013年2月号        |
| 26     | キリアンは迷わない               | III                | 2013年5月号        |
| 27     | ダホディル・フィールドは、永遠に | III                | 2013年8月号        |
| 28     | その日への輪舞曲（ロンド）       | III                | 2013年11月号       |
| 29     | 大破砕                           | III                | 2014年5月号        |
| 30     | ポッド・サバイバー               | III                | 2014年8月号        |
| 31     | トーマス老の回想                 | III                | 2014年11月号       |
| 特別篇 | 七千六日の少女                   | 未収録             | 2016年10月号       |

## 書誌

### ハヤカワ文庫JA
| 巻数 | タイトル                  | ISBN              | 発行日        |
| ---- | ------------------------- | ----------------- | ------------- |
| 1    | 怨讐星域 I ノアズ・アーク | 978-4-15-031192-6 | 2015年5月25日 |
| 2    | 怨讐星域 II ニューエデン  | 978-4-15-031193-3 | 2015年5月25日 |
| 3    | 怨讐星域 III 約束の地     | 978-4-15-031194-0 | 2015年5月25日 |

カバーイラストはtoi8。
カバーには、怨讐星域の英題としてVendetta Planetと記載されている。

## 書評
書評家の大倉貴之は、「人間味溢れるいくつものエピソードを積み重ねることで壮大さが際立ち、読後になんともいえない感動が湧き出てくる。著者の新たな代表作となったと思う。」と評価した。

## 受賞
2016年7月9日、日本SF大会において、第47回星雲賞日本長編部門の受賞が発表された。受賞を記念し、SFマガジン2016年10月号に物語全体の後日談であるとともに第21話「七十六分の少女」のエンディングとなる特別篇「七千六日の少女」が書き下ろされている。